# Coversin

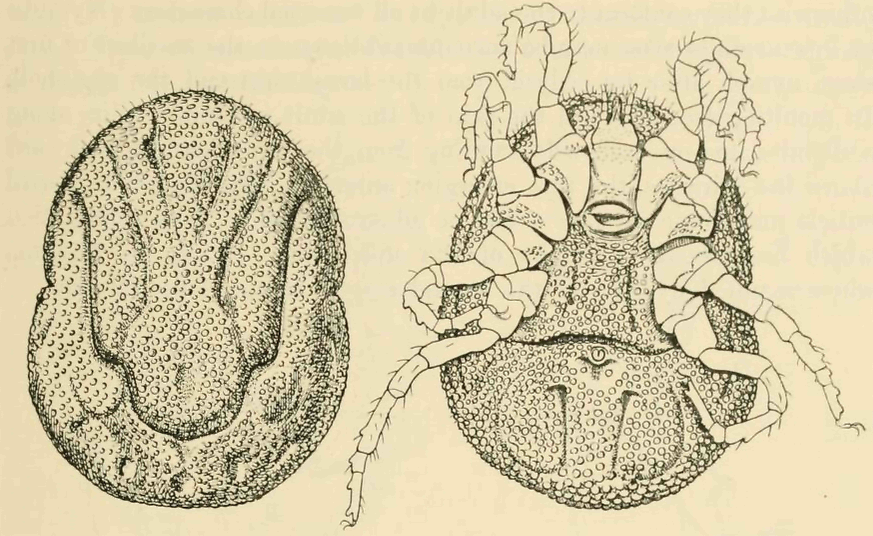
Ursprüngliche Quelle von Coversin: die Lederzecke Ornithodoros moubata

Coversin, auch: Nomacopan, rEV675 oder rVA576 (DCI-Bezeichnung) ist ein Protein, das die Spaltung der Komplementkomponente C5 verhindert, und ein experimenteller Arzneistoff.
Coversin wurde ursprünglich aus dem Speichel der Lederzecke Ornithodoros moubata (Überträger von Rückfallfieber in Zentralafrika) isoliert und dient der Zecke wohl zur Schwächung der Immunabwehr des Wirts beim Blutsaugen. Es wurde als rekombinantes Protein (rVA576) gentechnisch in  Escherichia coli produziert und ist seit 2016 Gegenstand einiger medizinischer Studien.

## Struktur und Funktion
Coversin ist ein kompaktes Proteinmolekül mit einer Lipocalin-ähnlichen Struktur, bestehend aus alpha-Helices und einem beta-Fass-Motiv. Trotz seiner relativ geringen Größe (16,7 kDa) hat Coversin zwei unabhängige Funktionen, da es ein aktives Zentrum im Inneren enthält, das Leukotrien B4 binden kann, sowie ein weiteres aktives Zentrum, das an der Proteinoberfläche lokalisiert ist und mit hoher Affinität an (z. B. menschliche) Komplementkomponente C5 bindet. Da Coversin auf C5 an einer Stelle, entgegengesetzt zur Bindungsstelle von Eculizumab andockt, könnte Coversin künftig als C5-Inhibitor bei Patienten eingesetzt werden, die auf eine Behandlung mit Eculizumab nicht ansprechen.

## Mögliche medizinische Anwendungen
Die genannten unabhängigen Funktionen bedingten, dass Coversin, seit es gentechnisch produziert werden kann, in einigen medizinischen Studien an Tieren und am Mensch als Arzneistoff-Kandidat untersucht wird. Zu Krankheiten, für deren Behandlung es potentiell in Betracht gezogen wird, zählen unter anderem bullöses Pemphigoid, atypisches hämolytisch-urämisches Syndrom (aHUS), Guillain-Barré-Syndrom, paroxysmale nächtliche Hämoglobinurie und atopische Keratoconjunctivitis. Die für eine medizinische Verwendung ungünstige sehr kurze Plasmahalbwertszeit von Coversin konnte beispielsweise durch die N-terminale translationale Konjugation mit einem Polypeptid aus Prolin, Alanin und Serin (PASylierung) verlängert werden.